# Горбатиці
Горбатиці (рос. Горбатицы) — присілок в Печорському районі Псковської області Російської Федерації.
Населення становить 21 особу. Входить до складу муніципального утворення Крупська волость.

## Історія
Від 2015 року входить до складу муніципального утворення Крупська волость.

## Населення
| 2001 | 2002 | 2010 |
| ---- | ---- | ---- |
| 30   | ↘24  | ↘21  |